# Jonathan Cantwell
Jonathan Cantwell (Brisbane, Queensland, 8 de enero de 1982-6 de noviembre de 2018) fue un ciclista profesional australiano que destacó en la faceta de esprínter.

## Biografía
Tras pasar varios años por equipos profesionales menores en 2012 fichó por el equipo de categoría UCI ProTour (máxima categoría) del Team Saxo Bank consiguiendo además la primera victoria de ese equipo durante la temporada 2012 en el Tour de Taiwán.

## Palmarés
2008
- International Cycling Classic

2009
- 2 etapas del Herald Sun Tour

2010
- 3.º en el UCI Oceania Tour
- Tour de Elk Grove
- International Cycling Classic

2012
- 2 etapas del Tour de Taiwán

## Resultados en Grandes Vueltas
| Carrera | Carrera         | 2008 | 2009 | 2010 | 2011 | 2012  | 2013 | 2014 |
| ------- | --------------- | ---- | ---- | ---- | ---- | ----- | ---- | ---- |
|         | Giro de Italia  | —    | —    | —    | —    | —     | —    | —    |
|         | Tour de Francia | —    | —    | —    | —    | 137.º | —    | —    |
|         | Vuelta a España | —    | —    | —    | —    | —     | —    | —    |

—: no participa

Ab.: abandono

## Equipos
- The Jittery Joe's Pro Cycling Team (2008)
- V Australia (2009-2011)
  - Fly V Australia (2009-2010)
  - V Australia (2011)[4]
- Saxo Bank (2012-2013)
  - Team Saxo Bank (2012) (hasta junio)
  - Team Saxo Bank-Tinkoff Bank (2012)
  - Team Saxo-Tinkoff (2013)
- Drapac Cycling (2014)